# Українська народна партія (1902)
Украї́нська наро́дна па́ртія (УНП, НУП) — перша українська націоналістична партія, заснована 1902 року Миколою Міхновським у Харкові, продовжила справу Тарасівців.
Серед чільних діячів УНП були також: Микола, Володимир і Сергій Шемети, Олександр і Сергій Макаренки, Василь і Грицько Шевченки, Олександр Степаненко, Евген Любарський-Письменний та інші.
Політичне кредо партії сформульовано Міхновським у його творі «Десять заповідей УНП» (1903), що проголошували «самостійну демократичну республіку, шанування української мови, традицій». Гасло «Україна для українців» трактувалося таким чином, що саме український народ має бути господарем на своїй землі.
При УНП діяла створена в 1903 році бойова організація «Оборона України», покликана стати на чолі всеукраїнського національного повстання.
Діяльність УНП поділяється на два періоди. Перший охоплює 1902—1904 роки й характеризується плідною теоретичною роботою, спрямованою на обґрунтування ідеї самостійництва. Другий етап включає 1904—1907 роки — час, коли партія прагнула дійти до народних мас, української національної інтелігенції.
У вересні 1905 УНП запропонувала свій проєкт Конституції.
Серед членів УНП переважали військові та юристи. Партія намагалася знайти прихильників серед робітників і селян. Участі у виборах до Державної Думи УНП не брала, однак партія надавала виборам велике значення. Міхновський, зокрема, у 1906 році, висував свою кандидатуру на виборах до Державної Думи.
Після поразки Революції 1905-07 партія зазнала жорстоких переслідувань і пішла в глибоке підпілля аж до початку Першої світової війни.

## Десять заповідей УНП
1. Одна, єдина, неподільна, від Карпат аж до Кавказу самостійна, вільна, демократична Україна — республіка робочих людей.
2. Усі люди — твої браття, але москалі, ляхи, угри, румуни та жиди — се вороги нашого народу, поки вони панують над нами й визискують нас.
3. Україна для українців! Отже, вигонь звідусіль з України чужинців-гнобителів.
4. Усюди й завсігди уживай української мови. Хай ні дружина твоя, ні діти твої не поганять твоєї господи мовою чужинців-гнобителів.
5. Шануй діячів рідного краю, ненавидь ворогів його, зневажай перевертнів-відступників — і добре буде цілому твоєму народові й тобі.
6. Не вбивай України своєю байдужістю до всенародних інтересів.
7. Не зробися ренегатом-відступником.
8. Не обкрадай власного народу, працюючи на ворогів України.
9. Допомагай своєму землякові поперед усіх, держись купи.
10. Не бери собі дружини з чужинців, бо твої діти будуть тобі ворогами, не приятелюй з ворогами нашого народу, бо ти додаєш їм сили й відваги, не накладай укупі з гнобителями нашими, бо зрадником будеш.